# 貝雷茲尼亞基 (波爾塔瓦區)
49°27′30″N 33°49′44″E / 49.45833°N 33.82889°E
別列茲尼亞基（烏克蘭語：Березняки），是烏克蘭中部的村莊，隸屬波爾塔瓦州的波爾塔瓦區。該村處於普肖爾河左岸，距離蘇霍拉比夫卡和普拉夫尼2公里，海拔高度74米，2001年人口92。